# الحنين (مسلسل)
الحنين مسلسل يمني قديم من تسع حلقات مأخوذة قصتة من روايات القاص والكاتب والأديب اليمني الكبير محمد عبد الولي
ويعتبر من أكثر الأعمال اليمنية ذات الذائقة الأدبية الرفيعة وهو من إنتاج التلفزيون اليمني وإخراج سمير العفيف.

## الممثلين
1. علي اليافعي.
2. سالم العباب.
3. قاسم عمر.
4. محمد علي قاسم.
5. هاشم السيد.
6. محمد العنسي.
7. إنصاف علوي.
8. هبة اختر.
9. سراب عادل[1]